# Liogluta alpestris
Liogluta alpestris är en skalbaggsart som först beskrevs av Oswald Heer 1839.  Liogluta alpestris ingår i släktet Liogluta, och familjen kortvingar. Arten är reproducerande i Sverige.